# Sphaeriodesmus rabonus
Sphaeriodesmus rabonus är en mångfotingart som beskrevs av Shear 1986. Sphaeriodesmus rabonus ingår i släktet Sphaeriodesmus och familjen Sphaeriodesmidae. Inga underarter finns listade i Catalogue of Life.